# Liste der Straßen, Plätze und Brücken in Hamburg-Harburg

Lage von Hamburg-Harburg in Hamburg und im Bezirk Harburg (hellrot)

Die Liste der Straßen, Plätze und Brücken in Hamburg-Harburg ist eine Übersicht der im Hamburger Stadtteil Harburg vorhandenen Straßen, Plätze und Brücken. Sie ist Teil der Liste der Verkehrsflächen in Hamburg.

## Überblick
In Harburg (Ortsteilnummern 701 und 702) leben 28933 Einwohner (Stand: 31. Dezember 2023) auf 4,0 km². Harburg liegt in den Postleitzahlenbereichen 21073 und 21079.
In Harburg gibt es 159 benannte Verkehrsflächen, darunter zehn Plätze, zehn Brücken, eine Schleuse, einen Park und einen Tunnel.

## Übersicht der Straßen
Die nachfolgende Tabelle gibt eine Übersicht über alle benannten Verkehrsflächen – Straßen, Plätze und Brücken – im Stadtteil sowie einige dazugehörige Informationen. Im Einzelnen sind dies:
- Name/Lage: aktuelle Bezeichnung der Straße, des Platzes oder der Brücke. Über den Link (Lage) kann die Straße, der Platz oder die Brücke auf verschiedenen Kartendiensten angezeigt werden. Die Geoposition gibt dabei ungefähr die Mitte an. Bei längeren Straßen, die durch zwei oder mehr Stadtteile führen, kann es daher sein, dass die Koordinate in einem anderen Stadtteil liegt.
- Straßenschlüssel: amtlicher Straßenschlüssel, bestehend aus einem Buchstaben (Anfangsbuchstabe der Straße, des Platzes oder der Brücke) und einer dreistelligen Nummer.
- Länge/Maße in Metern:
Hinweis: Die in der Übersicht enthaltenen Längenangaben sind nach mathematischen Regeln auf- oder abgerundete Übersichtswerte, die im Digitalen Atlas Nord[1] mit dem dortigen Maßstab ermittelt wurden. Sie dienen eher Vergleichszwecken und werden, sofern amtliche Werte bekannt sind, ausgetauscht und gesondert gekennzeichnet.
Bei Plätzen sind die Maße in der Form a × b bei rechteckigen Anlagen oder a × b × c bei dreiecksförmigen Anlagen mit a als längster Kante dargestellt.
Der Zusatz (im Stadtteil) gibt an, wie lang die Straße innerhalb des Stadtteils ist, sofern sie durch mehrere Stadtteile verläuft.
- Namensherkunft: Ursprung oder Bezug des Namens.
- Datum der Benennung: Jahr der offiziellen Benennung oder der Ersterwähnung eines Namens, bei Unsicherheiten auch die Angabe eines Zeitraums.
- Anmerkungen: Weitere Informationen bezüglich anliegender Institutionen, der Geschichte der Straße, historischer Bezeichnungen, Baudenkmale usw.
- Bild: Foto der Straße oder eines anliegenden Objektes.

| Name/Lage                             | Straßen- schlüssel | Länge/Maße (in Metern) | Namensherkunft | Datum der Benennung | Anmerkungen | Bild                                                                                      |
| ------------------------------------- | ------------------ | ---------------------- | --- | ------------------- | --- | ----------------------------------------------------------------------------------------- |
| Alte Harburger Elbbrücke (Lage)       | A123               | 0385 (im Stadtteil)    | nach ihrer Lage und Funktion über die Süderelbe führend | 1967                | nördlicher Teil in Wilhelmsburg; für den motorisierten Verkehr gesperrt, vor 1967 Neue Straßenbrücke, Harburger Elbbrücke | Alte Harburger Elbbrücke                                                                  |
| Alte Seevestraße (Lage)               | A132               | 0170                   | in Anlehnung an die Seevestraße | 1965                | | Alte Seevestraße                                                                          |
| Amalienstraße (Lage)                  | A371               | 0080                   | Amalie Weusthoff geb. Kort, Ehefrau des Kaufmanns Friedrich Ludwig Weusthoff | 1875                | | Amalienstraße                                                                             |
| Am Centrumshaus (Lage)                | A649               | 0105                   | nach der Lage am 1930 erbauten Centrumshaus | 1988                | | Am Centrumshaus                                                                           |
| Am Festungsgraben (Lage)              | A736               | 0215                   | nach dem Fund von Überresten der alten Festung, die bei Straßenarbeiten entdeckt wurden | 2013                | vor 2013 Teil der Bauhofstraße | Am Festungsgraben                                                                         |
| Am Irrgarten (Lage)                   | A259               | 0070                   | nach einer unkoordiniert mit Obstbäumen bepflanzten Fläche | 1893                | ursprünglich vorgesehener Name: Krankenhausplatz | Am Irrgarten                                                                              |
| Am Schwarzenberg-Campus (Lage)        | A738               | 0185                   | nach der Lage vor dem Haupteingang zur TU Hamburg | 2014                | vormals Teil der Schwarzenbergstraße | Am Schwarzenberg-Campus mit dem Haupteingang der TU Harburg                               |
| Am Soldatenfriedhof (Lage)            | A332               | 0090                   | nach der Lage am Friedhof der Harburger Garnison | 1950                | | Am Soldatenfriedhof                                                                       |
| Am Überwinterungshafen (Lage)         | A630               | 0125                   | nach der Lage am Überwinterungshafen | 1984                | | Am Überwinterungshafen                                                                    |
| Am Wall (Lage)                        | A357               | 0150                   | nach der Lage am ehemaligen, im 30-jährigen Krieg erbauten Festungswall | 1951                | | Am Wall                                                                                   |
| Am Werder (Lage)                      | A363               | 0090                   | nach der Lage an den von Gräben durchzogenen Werdergärten | 1897                | | Am Werder                                                                                 |
| An der Horeburg (Lage)                | A730               | 0185                   | nach der früheren Harburger Burg, der Horeburg, die auf sumpfigem Gelände lag (Horeburg = Moorburg) | 2012                | vor 2012 Teil der Bauhofstraße | An der Horeburg                                                                           |
| Asbeckstraße (Lage)                   | A478               | 0185                   | Julius Robert Asbeck (1836–1912), Kaufmann, ließ die erste Dampfmühle in Harburg errichten | 1950                | bis 1950 Parkstraße | Asbeckstraße                                                                              |
| Außenmühlenweg (Lage)                 | A538               | 0110                   | nach der Bestimmung zum Außenmühlenteich führend | 1885/1950           | lt. Straßenverzeichnis in Harburg und Wilstorf, lt. Grundkarte nur in Wilstorf | Außenmühlenweg                                                                            |
| Baererstraße (Lage)                   | B022               | 0850 (im Stadtteil)    | Heinrich Baerer (1842–1913), Schuhmachermeister und Verleger des „Volksblattes“ in Harburg | 1950                | bis 1950 Elisenstraße; nordwestlicher Teil ab Bremer Straße in Eißendorf | Baererstraße                                                                              |
| Bahnhofsinsel (Lage)                  | B027               | 0175                   | nach der Lage auf einer Halbinsel innerhalb des Hafengeländes mit den ältesten Bahnhofsanlagen von 1847 | 1929                | keine öffentliche Straße mehr | Bahnhofsinsel                                                                             |
| Barlachstraße (Lage)                  | B070               | 0295                   | Ernst Barlach (1870–1938), Bildhauer, Schriftsteller und Zeichner | 1947                | bis 1947 Auguststraße | Barlachstraße                                                                             |
| Beckerberg (Lage)                     | B125               | 0355                   | aus dem Volksmund entstanden | 1950                | bis 1950 Mittelstraße | Beckerberg                                                                                |
| Bennigsenstraße (Lage)                | B245               | 0460                   | Rudolf von Bennigsen (1824–1902), Politiker und seine Tochter Adelheid von Bennigsen (1861–1938), Gründerin des Christlich-Sozialen Frauenseminars                                                                   | 1927                | bis 1927 3. Bergstraße | Bennigsenstraße                                                                           |
| Bissingstraße (Lage)                  | B379               | 0480 (im Stadtteil)    | Ferdinand von Bissing (1787–1856) und Henriette Dorothea von Bissing (1798–1879), Schriftstellerin | 1925                | F. von Bissing gestaltete den Schwarzenberg zu einer Parklandschaft um; bis 1925 Am Schwarzenberge; seit Oktober 2023 auch nach seiner Ehefrau benannt; östliche Straßenhälfte zwischen Grumbrechtstraße und Am Schwarzenberg-Campus in Harburg, sonst in Heimfeld                                                                                   | Bissingstraße                                                                             |
| Bleicherweg (Lage)                    | B396               | 0120                   | nach der dort gelegenen Wachs- und Linnenbleiche | 1886                | | Bleicherweg                                                                               |
| Blohmstraße (Lage)                    | B404               | 0375                   | Johann Heinrich Blohm (1799–1858), Baurat und Harburger Wasserbau-Direktor | 1867                | westliche Straßenhälfte in Heimfeld | Blohmstraße                                                                               |
| Bornemannstraße (Lage)                | B495               | 0405                   | Ludwig Heinrich Bernhard Bornemann (1817–1896), Jurist und Ehrenbürger Harburgs | 1950                | bis 1950 Juliusstraße | Bornemannstraße                                                                           |
| Bremer Straße (Lage)                  | B594               | 1080 (im Stadtteil)    | Bundesland Bremen | 1856                | bis 1856 Bremer Chaussee; zwischen Steinikestraße und Lüneburger Straße komplett in Harburg, zwischen Steinikestraße und Gottschalkring nur die südöstliche Straßenhälfte, nordwestliche Straßenhälfte in Eißendorf, ebenso der weitere Straßenverlauf, ab Ernst-Bergeest-Weg zum Teil auch in Marmstorf                                             | Bremer Straße zwischen Harburger Rathausstraße und Knoopstraße, Blick Richtung Süden      |
| Brücke des 17. Juni (Lage)            | B998               | 0380 (im Stadtteil)    | in Erinnerung an den Volksaufstand in der DDR | 1964                | nördlicher Teil in Wilhelmsburg | Brücke des 17. Juni (im Hintergrund)                                                      |
| Brunsstraße (Lage)                    | B650               | 0120                   | Johann Heinrich Friedrich Bruns (1786–1871), Vorbesitzer des Geländes | 1902                | | Brunsstraße                                                                               |
| Bunatwiete (Lage)                     | B703               | 0180                   | nach Buna, einem synthetischen Kautschuk | 1950                | bis 1950 Kleine Feldstraße | Bunatwiete                                                                                |
| Buxtehuder Brücke (Lage)              | –                  | 0050                   | in Anlehnung an die Buxtehuder Straße | 1956                | überquert im Zuge der Buxtehuder Straße den Seevekanal | Buxtehuder Brücke                                                                         |
| Buxtehuder Straße (Lage)              | B745               | 1935 (im Stadtteil)    | nach Buxtehude führende Straße | 1858                | zwischen Moorstraße und Wallgraben komplett in Harburg, ab Wallgraben in westlicher Richtung nur südliche Straßenhälfte, ansonsten in Heimfeld | Buxtehuder Straße                                                                         |
| Carl-Ihrke-Weg (Lage)                 | C097               | 0065                   | Carl Ihrke (1921–1983), Maler und Grafiker, wirkte nach dem Krieg an der Neugestaltung Harburgs mit | 2013                | Fußgängerzone | Carl-Ihrke-Weg                                                                            |
| Compeweg (Lage)                       | C045               | 0170                   | Eberhard Christian Compe (1788–1867), Oberamtmann in Harburg | 1950                | bis 1950 Kreuzstraße | Compeweg                                                                                  |
| Dampfschiffsweg (Lage)                | D030               | 0745 (im Stadtteil)    | nach der Anlegestelle für Dampfschiffe, die seit 1818 zwischen Harburg und Hamburg verkehrten | 1897                | westliche Straßenhälfte in Heimfeld, ab etwa Lauenbrucher Hauptdeich in östlicher Richtung komplett in Harburg | Dampfschiffsweg                                                                           |
| Deichhausweg (Lage)                   | D059               | 0090                   | lt. Beckershaus aufgrund eines Übertragungsfehlers entstanden; gemeint ist einer von mehreren Mühlenteichen an der Stelle des heutigen Harburger Rathauses (ndt. Diek = Teich, aber auch Deich)                      | 1950                | bis 1950 Deichstraße | Deichhausweg                                                                              |
| Denickestraße (Lage)                  | D070               | 0450 (im Stadtteil)    | David Denicke (1856–1943), zunächst Stadtsyndikus, ab 1899 dann Bürgermeister, ab 1903 Oberbürgermeister von Harburg                                                                                                 | 1930                | bis 1930 Holzweg; westlich der Gazertstraße in Eißendorf (südliche Straßenhälfte) und Heimfeld (nördliche Straßenhälfte) | Denickestraße                                                                             |
| Dritte Twiete (Lage)                  | D196               | 0050                   | dritter von ehemals vier Verbindungswegen zwischen Schwarzenberg- und Bennigsenstraße | 1856                | | Dritte Twiete                                                                             |
| Ebelingstraße (Lage)                  | E002               | 0115                   | Heinrich Adolf Ernst Ebeling (1852–1918), Vorbesitzer des Geländes | 1899                | | Ebelingstraße                                                                             |
| Eddelbüttelstraße (Lage)              | E022               | 0480                   | Carl Eduard Eddelbüttel (1832–1893), Zimmermann und Harburger Bürgervorsteher | 1889                | | Eddelbüttelstraße                                                                         |
| Eißendorfer Straße (Lage)             | E113               | 0640 (im Stadtteil)    | Hamburger Stadtteil Eißendorf | 1856                | westlich der Gazertstraße in Eißendorf | Eißendorfer Straße                                                                        |
| Ernst-Eger-Straße (Lage)              | E222               | 0250                   | Ernst Eger (1837–1913), Industrieller und Wirtschaftsführer in Harburg | 1950                | bis 1950 Ernst-Straße | Ernst-Eger-Straße                                                                         |
| Europabrücke (Lage)                   | E308               | 0255 (im Stadtteil)    | nach dem europäischen Kontinent | 1985                | nördlicher Teil in Wilhelmsburg; verläuft im Zuge der A 253 über die Süderelbe | Europabrücke                                                                              |
| Flutende (Lage)                       | F168               | 0150                   | nach dem Umstand, dass sich Sturmfluten und Deichbrüche bis hierher bemerkbar machten | 1956                | | Flutende                                                                                  |
| Friedrich-Ludwig-Jahn-Straße (Lage)   | F237               | 0165                   | Friedrich Ludwig Jahn (1778–1852), Pädagoge | 1933                | 1856 bis 1879 Sandtwiete, 1879 bis 1933 Turnerstraße | Friedrich-Ludwig-Jahn-Straße                                                              |
| Fünfhausener Landweg (Lage)           | F269               | 0075 (im Stadtteil)    | nach dem Zufahrtsweg zu dort liegenden Höfen | 1938                | überwiegend in Neuland verlaufend | Fünfhausener Landweg                                                                      |
| Gaiserstraße (Lage)                   | G010               | 0095                   | Gottlieb Leonhard Gaiser (1817–1892), Überseekaufmann | 1950                | bis 1950 Andreasstraße | Gaiserstraße                                                                              |
| Gazertstraße (Lage)                   | G031               | 0670 (im Stadtteil)    | Ludolph Gazert (1813–1892), Mediziner | 1950                | östliche Straßenhälfte zwischen Haakestraße und Julius-Ludowieg-Straße in Harburg, westliche Hälfte zwischen Denickestraße und Julius-Ludowieg-Straße in Eißendorf, zwischen Denickestraße und Haakestraße westliche Straßenhälfte in Heimfeld, nördlich davon bis Alter Postweg komplett in Heimfeld                                                | Gazertstraße                                                                              |
| Gerade Straße (Lage)                  | G065               | 0325                   | nach dem Straßenverlauf | 1895                | | Gerade Straße                                                                             |
| Gloria-Tunnel (Lage)                  | G                  | 0045                   | nach dem am westlichen Tunnelende früher gelegenen Gloria-Kino | 2023                | Fußweg | Gloria-Tunnel                                                                             |
| Goeschenstraße (Lage)                 | G138               | 0170                   | Beckershaus nennt zwei Möglichkeiten: nach Bernhard von Goeschen (1833–1923), als Verwaltungsbeamter von 1885 bis 1909 Landrat des Landkreises Harburg oder nach dessen Vater Adolph Goeschen, Generalsuperintendent | 1912                | | Goeschenstraße                                                                            |
| Goldtschmidtstraße (Lage)             | G167               | 0200                   | Marcus Goldtschmidt, von 1569 bis 1571 Bürgermeister Harburgs | 1952                | bis 1952 Lange Straße | Goldtschmidtstraße                                                                        |
| Großer Schippsee (Lage)               | G278               | 0245                   | nach einer seit 1406 bekannten Flurbezeichnung | 1927                | | Goldtschmidtstraße                                                                        |
| Großmoordamm (Lage)                   | G286               | 0050 (im Stadtteil)    | nach dem Verbindungsweg zum niedersächsischen Groß-Moor im angrenzenden Landkreis Harburg | 1950                | ab Schlachthofstraße etwa 50 m komplett auf Harburger Gebiet, dann überwiegend in Neuland, lediglich die südlich der Straße gelegenen Grundstücke befinden sich bis ca. 165 m südöstlich der Einmündung zum Großmoorbogen in Harburg, die komplette Straßenfläche in Neuland, im weiteren östlichen Verlauf in Gut Moor                              | Großmoordamm                                                                              |
| Grumbrechtstraße (Lage)               | G320               | 0185 (im Stadtteil)    | August Grumbrecht (1811–1883), Politiker, Harburger Bürgermeister von 1855 bis 1883 | 1889                | nur südliche Straßenfläche zwischen Bissingstraße und Buxtehuder Straße in Harburg, ansonsten in Heimfeld | Grumbrechtstraße                                                                          |
| Haakestraße (Lage)                    | H001               | 0190 (im Stadtteil)    | nach dem Forst Haake | 1889                | nur südliche Straßenhälfte zwischen Gazertstraße und Am Schwarzenberg-Campus in Harburg, sonst in Heimfeld | Haakestraße                                                                               |
| Haeckelstraße (Lage)                  | H016               | 0125                   | Ernst Haeckel (1834–1919), Mediziner, Zoologe und Philosoph | 1950                | bis 1950 Marthastraße | Haeckelstraße                                                                             |
| Hafenbezirk (Lage)                    | H021               | 0330                   | nach einer alten Ortsbezeichnung | 1879                | | Hafenbezirk                                                                               |
| Hannoversche Brücke (Lage)            | –                  | 0095                   | in Anlehnung an die Hannoversche Straße | 1956                | führt im Zuge der Hannoverschen Straße über die Bahngleise beim Bahnhof Hamburg-Harburg | Hannoversche Brücke                                                                       |
| Hannoversche Straße (Lage)            | H105               | 2280                   | niedersächsische Landeshauptstadt Hannover | 1950                | 1872 bis 1899 Am Venlo-Hamburger Bahnhof, 1899 bis 1950 Grubestraße; südliche bzw. östliche Straßenhälfte zwischen Schlachthofbrücke und Wilstorfer Straße in Wilstorf | Hannoversche Straße in Höhe des Harburger Bahnhofs, im Hintergrund Teile der Phönix-Werke |
| Hans-Fitze-Straße (Lage)              | H833               | 0095                   | Hans Fitze (1903–1998), Schauspieler, Regisseur und Intendant am Harburger Theater | 2003                | vor 2003 Teil des Küchgartens | Hans-Fitze-Straße                                                                         |
| Harburger Hafenschleuse (Lage)        | H771               | 0020                   | nach Lage und Funktion im Stadtteil | nicht bekannt       | | Harburger Hafenschleuse                                                                   |
| Harburger Hauptdeich (Lage)           | H713               | 0330                   | nach Lage und Funktion im Stadtteil | 1971                | | Harburger Hauptdeich                                                                      |
| Harburger Poststraße (Lage)           | H784               | 0245                   | nach ihrer Bestimmung als Zufahrt zum Harburger Postamt | 1986                | | Harburger Poststraße                                                                      |
| Harburger Rathausforum (Lage)         | H862               | 0065                   | nach der Lage am Rathausforum | 2012                | | Harburger Rathausforum                                                                    |
| Harburger Rathauspassage (Lage)       | H783               | 0120                   | nach der Lage beim Harburger Rathaus | 1986                | | Harburger Rathauspassage                                                                  |
| Harburger Rathausplatz (Lage)         | H127               | 0215 × 14              | nach der Lage vorm Harburger Rathaus | 1950                | | Harburger Rathausplatz                                                                    |
| Harburger Rathausstraße (Lage)        | H128               | 0220                   | nach ihrem Verlauf vor dem Harburger Rathaus | 1950                | | Harburger Rathausstraße                                                                   |
| Harburger Ring (Lage)                 | H736               | 0705                   | nach der Lage und dem Verlauf im Stadtteil | 1975                | | Harburger Ring, Höhe Einmündung Goldtschmidtstraße                                        |
| Harburger Schloßstraße (Lage)         | H129               | 0315                   | als zum ehemaligen Harburger Schloss führende Straße | 1950                | In der Harburger Schloßstraße befindet sich eine große Anzahl von denkmalgeschützten Gebäuden. | Harburger Schloßstraße                                                                    |
| Harmsstraße (Lage)                    | H142               | 0230                   | Johann Christoph Harms, Gastwirt und Kaufmann | 1957                | | Harmsstraße                                                                               |
| Hastedtplatz (Lage)                   | H182               | 0285                   | in Anlehnung an die Hastedtstraße | 1950                | kein Platz im herkömmlichen Sinne, sondern ein Straßenzug | Hastedtplatz                                                                              |
| Hastedtstraße (Lage)                  | H183               | 0575                   | Wilhelm Hastedt (1835–1904), Brauereibesitzer und Mitglied des Deutschen Reichstags | 1910                | | Hastedtstraße                                                                             |
| Hastedtweg (Lage)                     | H184               | 0175                   | in Anlehnung an die Hastedtstraße | 1963                | | Hastedtweg                                                                                |
| Helmsweg (Lage)                       | H339               | 0530                   | August Helms (1847–1920), Kaufmann und Harburger Senator | 1950                | bis 1950 Gartenstraße | Helmsweg                                                                                  |
| Herbert-und-Greta-Wehner-Platz (Lage) | H826               | 0125 × 30              | Herbert Wehner (1906–1990), SPD-Politiker (ab 1946) und Greta Wehner (1924–2017) | 2000/2022           | Der Platz wurde 2022 auch Greta Wehner gewidmet. | Herbert-Wehner-Platz                                                                      |
| Hermann-Krüger-Platz (Lage)           | H                  | 0045 × 20              | Hermann Krüger (1947–2017), Lehrer und Schulleiter | 2022                | | Hermann-Krüger-Platz                                                                      |
| Hermann-Maul-Straße (Lage)            | H371               | 0160                   | Hermann Maul (1859–1926), Bürgervorsteher und Senator in Harburg | 1927                | bis 1927 Kirchstraße | Hermann-Maul-Straße                                                                       |
| Hirschfeldplatz (Lage)                | H464               | 0070 × 40              | Emil Hirschfeld (1864–1927), Mediziner und Harburger Senator | 1945                | nur östliche Straßenhälfte in Harburg, ansonsten komplett in Eißendorf; zwischen 1933 und 1945 Horst-Wessel-Platz | Hirschfeldplatz                                                                           |
| Hirschfeldstraße (Lage)               | H465               | 0280                   | in Anlehnung an den Hirschfeldplatz | 1950                | 1926 bis 1950 Brahmsstraße; westliche Straßenhälfte in Eißendorf | Hirschfeldstraße                                                                          |
| Hölertwiete (Lage)                    | H498               | 0090                   | nach dem Begriff „Höhler“ für einen Sammelbehälter zur Klärung von Quellwasser | 1950                | Fußgängerzone | Hölertwiete                                                                               |
| Hörstener Straße (Lage)               | H512               | 1135 (im Stadtteil)    | Hörsten, Ortsteil der Gemeinde Seevetal | 1889                | südöstlicher Teil in Gut Moor und Rönneburg | Hörstener Straße, in Höhe des Harburger Bahnhofs                                          |
| Hoffmeyerstraße (Lage)                | H522               | 0075                   | Friedrich Hoffmeyer (1836–1899), Stadtschulinspektor | 1950                | | Hoffmeyerstraße                                                                           |
| Hohe Straße (Lage)                    | H543               | 0460 (im Stadtteil)    | als auf die Höhe der Bremer Straße führende Straße | 1891                | westlicher Teil ab Überführung über den Marmstorfer Weg in Eißendorf, in Höhe des Harburger Schulgartens südliche Straßenhälfte in Wilstorf, wie auch der weitere östliche Verlauf | Hohe Straße                                                                               |
| Julius-Ludowieg-Straße (Lage)         | J093               | 0780 (im Stadtteil)    | Julius Ludowieg (1830–1908), Jurist, 1886 Bürgermeister, ab 1888 Oberbürgermeister von Harburg | 1950                | bis 1950 Lindenstraße; westlich des Hirschfeldplatzes in Eißendorf | Julius-Ludowieg-Straße                                                                    |
| Kalischerstraße (Lage)                | K032               | 0280                   | Bernhard Kalischer (1863–1933), Harburger Kaufmann | 1950                | bis 1950 Feldstraße | Kalischerstraße                                                                           |
| Kanalplatz (Lage)                     | K055               | 0310                   | nach seiner Lage am Lotsekanal | 1948                | 1933 bis 1948 Kapitän-Kircheiß-Platz; kein Platz im herkömmlichen Sinne, sondern ein Straßenzug zwischen Blohmstraße und dem westlichen Bahnhofskanal | Kanalplatz                                                                                |
| Karnapp (Lage)                        | K083               | 0715                   | möglicherweise als mitteldeutscher Begriff für Ausbau oder Erker | um 1500             | | Karnapp                                                                                   |
| Karnapphof (Lage)                     | K602               | 0040                   | in Anlehnung an die Straße Karnapp | 1988                | | Karnapphof                                                                                |
| Kasernenstraße (Lage)                 | K088               | 0355                   | nach einer in der Nähe gelegenen Kaserne | 1882                | | Kasernenstraße                                                                            |
| Kerschensteinerstraße (Lage)          | K140               | 0255                   | Georg Kerschensteiner (1854–1932), Pädagoge | 1950                | | Kerschensteinerstraße                                                                     |
| Kleine Gasse (Lage)                   | K570               | 0060                   | nach der geringen Länge | 1979                | | Kleine Gasse                                                                              |
| Kleiner Schippsee (Lage)              | K249               | 0205                   | nach einer seit 1406 bekannten Flurbezeichnung | 1614                | | Kleiner Schippsee                                                                         |
| Knoopstraße (Lage)                    | K299               | 0400                   | Heinrich Diedrich Knoop, Harburger Spediteur | 1859                | | Knoopstraße                                                                               |
| Konsul-Renck-Straße (Lage)            | K360               | 0055                   | Georg Carl Renck (1846–1909), Harburger Senator, Vizekonsul von Großbritannien und Portugal | 1933                | 1877 bis 1927 Kurze Straße, 1927 bis 1933 Friedrich-Engels-Straße Foto der Grabstätte auf dem Alten Friedhof Harburg | Konsul-Renck-Straße                                                                       |
| Kroosweg (Lage)                       | K453               | 0380                   | Harburger Kaufmannsfamilie Kroos, insbesondere Gerhard Friedrich Kroos, Gründer und Vorsitzender der Harburger Handelskammer                                                                                         | 1950                | bis 1950 Karlstraße | Kroosweg                                                                                  |
| Krummholzberg (Lage)                  | K468               | 0235                   | nach dem Bewuchs des Geländes mit Krummholzkiefern | 1857                | | Krummholzberg                                                                             |
| Küchgarten (Lage)                     | K476               | 0190                   | nach dem hier befindlichen Küchengarten Ottos I. (1495–1549) | nach 1658           | 1658 als In der Twieten bezeichnet | Küchgarten                                                                                |
| Lämmertwiete (Lage)                   | L010               | 0090                   | nach einer alten Bezeichnung | um 1650             | im 18. Jahrhundert zeitweise auch Lamm Twiete und Lams Straße; Fußgängerzone mit zahlreichen Kneipen und Gastronomiebetrieben | Lämmertwiete                                                                              |
| Lassallestraße (Lage)                 | L072               | 0460                   | Ferdinand Lassalle (1825–1864), Schriftsteller und Politiker | 1927/1945           | 1875 bis 1927 2. Wilstorfer Straße, 1933 bis 1945 Schlageterstraße | Lassallestraße                                                                            |
| Lauterbachstraße (Lage)               | L092               | 0115                   | Heinrich Lauterbach (1795–1881), Harburger Stadtmusiker und Besitzer des Geländes | 1857                | | Lauterbachstraße                                                                          |
| Lotsebrücke (Lage)                    | –                  | 0060                   | nach Lage und Funktion über den Lotsekanal führend | 1892                | Drehbrücke über den Lotsekanal; westlicher Teil in Heimfeld | Lotsebrücke                                                                               |
| Lotsekai (Lage)                       | L257               | 0310 (im Stadtteil)    | nach der Lage am Lotsekanal | 1951                | westlich des Dampfschiffswegs in Heimfeld | Lotsekai                                                                                  |
| Lotseplatz (Lage)                     | L398               | 0060 × 40              | nach seiner Lage am Lotsekanal | 2013                | | Lotseplatz                                                                                |
| Lotsestieg (Lage)                     | L259               | 0080                   | in Anlehnung an den Lotsekai | 1952                | | Lotsestieg                                                                                |
| Lüneburger Straße (Lage)              | L281               | 0360                   | Lüneburg, Stadt in Niedersachsen | 1874                | Fußgängerzone | Lüneburger Straße                                                                         |
| Lüneburger Tor (Lage)                 | L356               | 0175                   | nach dem ehemals in der Nähe gelegenen Tor | 1976                | Fußgängerzone | Lüneburger Tor                                                                            |
| Maretstraße (Lage)                    | M038               | 0580                   | Carl Maret (1829–1904), Kommerzienrat und Harburger Senator | 1889                | | Maretstraße                                                                               |
| Marienstraße (Lage)                   | M051               | 0505 (im Stadtteil)    | vermutlich benannt nach dem Marienstift, dem nach Königin Marie benannten, ersten Krankenhaus in Harburg, 1844 eröffnet                                                                                              | 1860                | westlicher Teil ab Hirschfeldplatz/Hirschfeldstraße in Eißendorf | Marienstraße                                                                              |
| Marmstorfer Weg (Lage)                | M063               | 0045 (im Stadtteil)    | Hamburger Stadtteil Marmstorf | 1889                | nur östliche Straßenhälfte zwischen Bremer Straße und Hohe Straße in Harburg, westliche Seite in Eißendorf, im weiteren Verlauf bis Heino-Marx-Weg auf der Grenze zwischen Eißendorf und Wilstorf verlaufend, zwischen Heino-Marx-Weg und Hölscherweg auf der Grenze zwischen Marmstorf und Wilstorf, südlich des Hölscherwegs komplett in Marmstorf | Marmstorfer Weg                                                                           |
| Marschwinkel (Lage)                   | M071               | 0095                   | nach dem Straßenverlauf im Neuländer Marschgebiet | 1936                | | Marschwinkel                                                                              |
| Martin-Leuschel-Ring (Lage)           | M406               | 0270                   | Martin Leuschel (1905–1933), erstes nationalsozialistisches Opfer in Harburg | 1985                | | Martin-Leuschel-Ring                                                                      |
| Max-Schmeling-Park (Lage)             | −                  | 0090 × 30              | Max Schmeling (1905–2005), Berufsboxer und späterer Unternehmer | 2011                | | Max-Schmeling-Park                                                                        |
| Mergellstraße (Lage)                  | M156               | 0365 (im Stadtteil)    | Eduard Arnold Mergell (1855–1929), Besitzer der Rathausapotheke in Harburg | 1950                | westlich der Hirschfeldstraße in Eißendorf; bis 1950 Beethovenstraße | Mergellstraße                                                                             |
| Moorstraße (Lage)                     | M278               | 0225                   | nach einem in ein Moorgebiet führenden Weg | 1856/1945           | vor 1856 Moorweg, 1933 bis 1945 Otto-Telschow-Straße | Moorstraße                                                                                |
| Moorstraßenbrücke (Lage)              | –                  | 0025                   | in Anlehnung an die Moorstraße | 1956                | verläuft im Zuge der Moorstraße über den Seevekanal | Moorstraßenbrücke                                                                         |
| Moses-Mendelssohn-Brücke (Lage)       | M433               | 0025                   | Moses Mendelssohn (1729–1786), Philosoph | 1998                | Fußgängerbrücke über die Straße Seehafenbrücke | Moses-Mendelssohn-Brücke                                                                  |
| Museumsplatz (Lage)                   | M390               | 0080 × 50              | nach der Lage am Helms-Museum | 1978                | | Museumsplatz mit Helms-Museum                                                             |
| Nartenstraße (Lage)                   | N005               | 0575                   | Georg Narten (1853–1933), Strombaudirektor und Geheimer Baurat | 1950                | unter Nartens Leitung wurde die Alte Harburger Elbbrücke errichtet; vor 1950 Hamburger Chaussee und Hamburger Straße | Nartenstraße                                                                              |
| Neue Straße (Lage)                    | N051               | 0380                   | nach den neu errichteten Häusern, deren Bürger ihre alten Wohnungen aufgrund des Festungsbaus verlassen mussten | nach 1660           | | Neue Straße                                                                               |
| Neuländer Gartenweg (Lage)            | N222               | 0380                   | nach der dort gelegenen Gartensiedlung | 1985                | | Neuländer Gartenweg                                                                       |
| Neuländer Hauptdeich (Lage)           | N191               | 0175 (im Stadtteil)    | nach Funktion und überwiegendem Verlauf im Stadtteil Neuland | 1970                | östlich der Eisenbahnbrücke in Neuland | Neuländer Hauptdeich                                                                      |
| Neuländer Platz (Lage)                | N217               | 0125 x120 x50          | Hamburger Stadtteil Neuland | 1983                | | Neuländer Platz                                                                           |
| Neuländer Straße (Lage)               | N079               | 0730 (im Stadtteil)    | Hamburger Stadtteil Neuland | 1873                | zwischen Nartenstraße und Hannoversche Straße komplett in Harburg, westlich der Bahnbrücke nur die südliche Straßenhälfte; nördliche Straßenhälfte sowie der weitere Verlauf Richtung Osten in Neuland | Neuländer Straße                                                                          |
| Niemannstraße (Lage)                  | N111               | 0350                   | Hermann Niemann (1847–1915), Vollhöfner und Vorbesitzer des Geländes, der die Straße selber anlegte | 1889                | | Niemannstraße                                                                             |
| Reinholdstraße (Lage)                 | R132               | 0330                   | männlicher Vorname Reinhold, Straßenname frei gewählt | 1935                | bis 1935 Marxstraße | Reinholdstraße                                                                            |
| Rieckhoffstraße (Lage)                | R185               | 0150                   | Adolf Rieckhoff (1858–1945), Drogeriebesitzer und Handelsrichter in Harburg, Mitglied der Deutschen Demokratischen Partei                                                                                            | 1950                | von 1882 bis 1927 Heinrichstraße, von 1927 bis 1935 Ludwig-Frank-Straße, von 1935 bis 1950 Konradstraße | Rieckhoffstraße                                                                           |
| Salzburger Häuser (Lage)              | S021               | 0060                   | nach den Häusern für die in den Jahren 1731/32 aus Glaubensgründen vertriebenen Salzburger Bürger | 1950                | | Salzburger Häuser                                                                         |
| Sand (Lage)                           | S024               | 0180 × 100             | nach dem Teil der Geestplatte vor dem Trockental | 16./17. Jahrhundert | | Sand in Hamburg-Harburg                                                                   |
| Schellerdamm (Lage)                   | S140               | 0380                   | C. F. Emil Scheller (1837–1922) Kaufmann | 1960                | 1856 bis 1927 Bahnhofstraße, 1927 bis 1960 nördlicher Teil der Straße Großer Schippsee | Schellerdamm                                                                              |
| Schlachthofbrücke (Lage)              | S918               | 0130                   | in Anlehnung an die Schlachthofstraße | 1988                | überquert den südlichen Teil des Bahnhofs Harburg | Schlachthofbrücke                                                                         |
| Schlachthofstraße (Lage)              | S180               | 0780                   | nach der Lage am ehemaligen Schlachthof Harburg | 1893                | | Schlachthofstraße                                                                         |
| Schloßmühlendamm (Lage)               | S216               | 0340                   | nach einer Wassermühle, die von ihrem Besitzer „Schloßmühle“ genannt wurde | 1950                | vor 1950 Mühlenstraße | Schloßmühlendamm                                                                          |
| Schorchtstraße (Lage)                 | S279               | 0150                   | August Schorcht (1826–1885), Rechtsanwalt und Harburger Bürgermeister | 1927                | bis 1927 Zweite Bergstraße | Schorchtstraße                                                                            |
| Schüttstraße (Lage)                   | S305               | 0125                   | vermutlich nach der zur Bebauung des Geländes notwendigen Aufschüttung | 1983                | | Schüttstraße                                                                              |
| Schwarzenberg (Lage)                  | S347               | 0180 × 140             | alte Bezeichnung; die Anhöhe diente als Exerzierplatz und für Aufmärsche | 1945                | Parkanlage nördlich der Straße Am Schwarzenberg-Campus | Schwarzenberg                                                                             |
| Schwarzenbergstraße (Lage)            | S348               | 0535                   | nach dem zum Schwarzenberg führenden Weg | 1950                | volkstümlich wurde die Straße in früheren Zeiten auch „Armesünderweg“ genannt, da sich auf dem Schwarzenberg die Gerichtsstätte befand; ursprünglich Bergstraße oder Heimfelder Weg, ab 1856 Erste Bergstraße, ab 1927 Bergstraße | Schwarzenbergstraße                                                                       |
| Seehafenbrücke (Lage)                 | S892               | 0310 (im Stadtteil)    | in Anlehnung an die in Heimfeld verlaufende Seehafenstraße als Zubringer zu den Harburger Seehafenbecken | 1909                | nördlich der Buxtehuder Straße in Heimfeld | Seehafenbrücke                                                                            |
| Seevepassage (Lage)                   | S900               | 0180                   | nach der Lage beim Seevekanal | 1983                | Fußgängerzone | Seevepassage                                                                              |
| Seeveplatz (Lage)                     | S899               | 0040 × 30              | nach der Lage am Seevekanal | 1983                | Fußgängerzone | Seeveplatz                                                                                |
| Seevestraße (Lage)                    | S392               | 0250                   | nach der Lage am Seevekanal | 1893                | | Seevestraße                                                                               |
| Steinikestraße (Lage)                 | S645               | 0355                   | Georg Friedrich Steinike (1801–1880), Rechnungsrat und Ehrenbürger Harburgs | 1950                | vor 1950 Thalweg und Talstraße; südliche Straßenhälfte in Eißendorf | Steinikestraße                                                                            |
| Theodor-Yorck-Straße (Lage)           | T238               | 0470                   | Theodor Yorck (1830–1875), Gewerkschafter und Mitbegründer des Allgemeinen Deutschen Arbeitervereins | 2013                | | Theodor-Yorck-Straße                                                                      |
| Treidelweg (Lage)                     | T154               | 0270                   | nach einer ortsüblichen Bezeichnung, nach der Schiffe flussaufwärts mit Leinen gezogen wurden (sog. Treideln) | 1952                | | Treidelweg                                                                                |
| Veritaskai (Lage)                     | V149               | 0290                   | nach dem dort ansässigen Unternehmen Bureau Veritas | 2002                | bis 2002 Teil der Nartenstraße | Veritaskai                                                                                |
| Vierte Twiete (Lage)                  | V044               | 0065                   | eine von ehemals vier Twieten, die die Schwarzenbergstraße mit der Bennigsenstraße verbindet | 1886                | | Vierte Twiete                                                                             |
| Walkmühlenweg (Lage)                  | W040               | 0090                   | nach einer hier gelegenen Lohmühle, die später in eine Walkmühle zur Filzverarbeitung umfunktioniert wurde, ehe sie bis 1859 noch als Papiermühle diente                                                             | 1950                | vor 1950 Lohmühlenweg | Walkmühlenweg                                                                             |
| Wallgraben (Lage)                     | W041               | 0215                   | nach einem von 1660 bis 1785 existierenden Befestigungswall mit Graben | 1950                | bis 1950 Wallstraße | Wallgraben                                                                                |
| Walter-Dudek-Brücke (Lage)            | W481               | 0165                   | Walter Dudek (1890–1976), Oberbürgermeister in Harburg, später in Harburg-Wilhelmsburg, von 1946 bis 1953 Hamburger Finanzsenator                                                                                    | 1985                | überquert den nördlichen Teil des Bahnhofs Harburg | Walter-Dudek-Brücke                                                                       |
| Wetternstieg (Lage)                   | W206               | 0150                   | in Anlehnung an die Wetternstraße | 1952                | | Wetternstieg                                                                              |
| Wetternstraße (Lage)                  | W207               | 0355                   | nach den dort verlaufenden Neuländer Moorwettern | 1898                | | Wetternstraße                                                                             |
| Wilhelmstraße (Lage)                  | W282               | 0330                   | Wilhelm Rogge, Vorbesitzer des Geländes | 1869                | | Wilhelmstraße                                                                             |
| Wilstorfer Straße (Lage)              | W303               | 0665                   | Hamburger Stadtteil Wilstorf | 1856                | | Wilstorfer Straße                                                                         |
| Winsener Brücke (Lage)                | –                  | 0040                   | nach der Lage in der Nähe der Winsener Straße | 1956                | führt im Zuge der Hannoverschen Straße über den Seevekanal; östliche Straßenhälfte in Wilstorf | Winsener Brücke, links die Phönix-Werke                                                   |
| Wittingstraße (Lage)                  | –                  | 0135                   | Carl Ludwig Witting (1826–1882), Kaufmann und Vorbesitzer des Geländes, von 1867 bis 1873 Bürgervorsteher in Hamburg                                                                                                 | 1905                | vor 1905 Adolfstraße | Wittingstraße                                                                             |
| Würffelstraße (Lage)                  | W405               | 0235                   | August Würffel (1823–1878), Inhaber der Gummi- und Guttapercha-Warenfabrik | 1957                | | Würffelstraße                                                                             |
| Zehntland (Lage)                      | Z006               | 0130                   | nach dem Begriff Zehnt, einer Abgabepflicht | 1950                | | Zehntland                                                                                 |
| Zitadellenbrücke (Lage)               | Z093               | 0050                   | in Anlehnung an die Zitadellenstraße | 2015                | überquert als Verlängerung der Zitadellenstraße den Lotsekanal; in der Grundkarte nicht verzeichnet | Zitadellenbrücke                                                                          |
| Zitadellenstraße (Lage)               | Z039               | 0315                   | nach der Lage auf dem Gelände der Zitadelle, der Keimzelle Harburgs | 1952                | | Zitadellenstraße                                                                          |
| Zum Handwerkszentrum (Lage)           | Z086               | 0075 (im Stadtteil)    | nach der Lage am Kompetenzzentrum der Handwerkskammer Hamburg | 2006                | überwiegend in Neuland | Zum Kompetenzzentrum                                                                      |
| Zur Seehafenbrücke (Lage)             | Z079               | 0220                   | nach Lage und Funktion zur Seehafenbrücke führend | 1991                | | Zitadellenstraße                                                                          |
| Zweite Twiete (Lage)                  | Z063               | 0065                   | eine von ursprünglich vier Twieten, die die Schwarzenbergstraße mit der Bennigsenstraße verbinden | 1950                | | Zweite Twiete                                                                             |

## Ehemalige Verkehrsflächen
Nachdem die „Harburger Umgehung“ Teil der ehemaligen BAB 253 (aktuell wieder B 75) geworden war, ist der Wegename am 28. April 2021 von Amts wegen gelöscht worden.